# Angelina Gatalica
Angelina Gatalica (en serbe cyrillique : Ангелина Гаталица ; née en 1924 à Belgrade et morte en 2001 à Belgrade) était une sculptrice serbe. Elle travaillait principalement la pierre, le gypse et le bronze.

## Présentation
Angelina Gatalica suit les cours de l'Académie des beaux-arts de Belgrade et achève sa formation auprès du professeur Ilija Kolarević. Elle fait ensuite partie du Groupe de Belgrade et du groupe Samostalni, avec lequel elle expose pour la première fois en 1951 ; elle réalise sa première exposition personnelle en 1953 à la galerie Grafički kolektiv de Belgrade,.
Elle ensuite expose à titre individuel à Belgrade (1956, 1958, 1961, 1967, 1975, 1985), à Novi Sad (1985), à Užice (1955) et à Herceg Novi (1977).

## Quelques créations

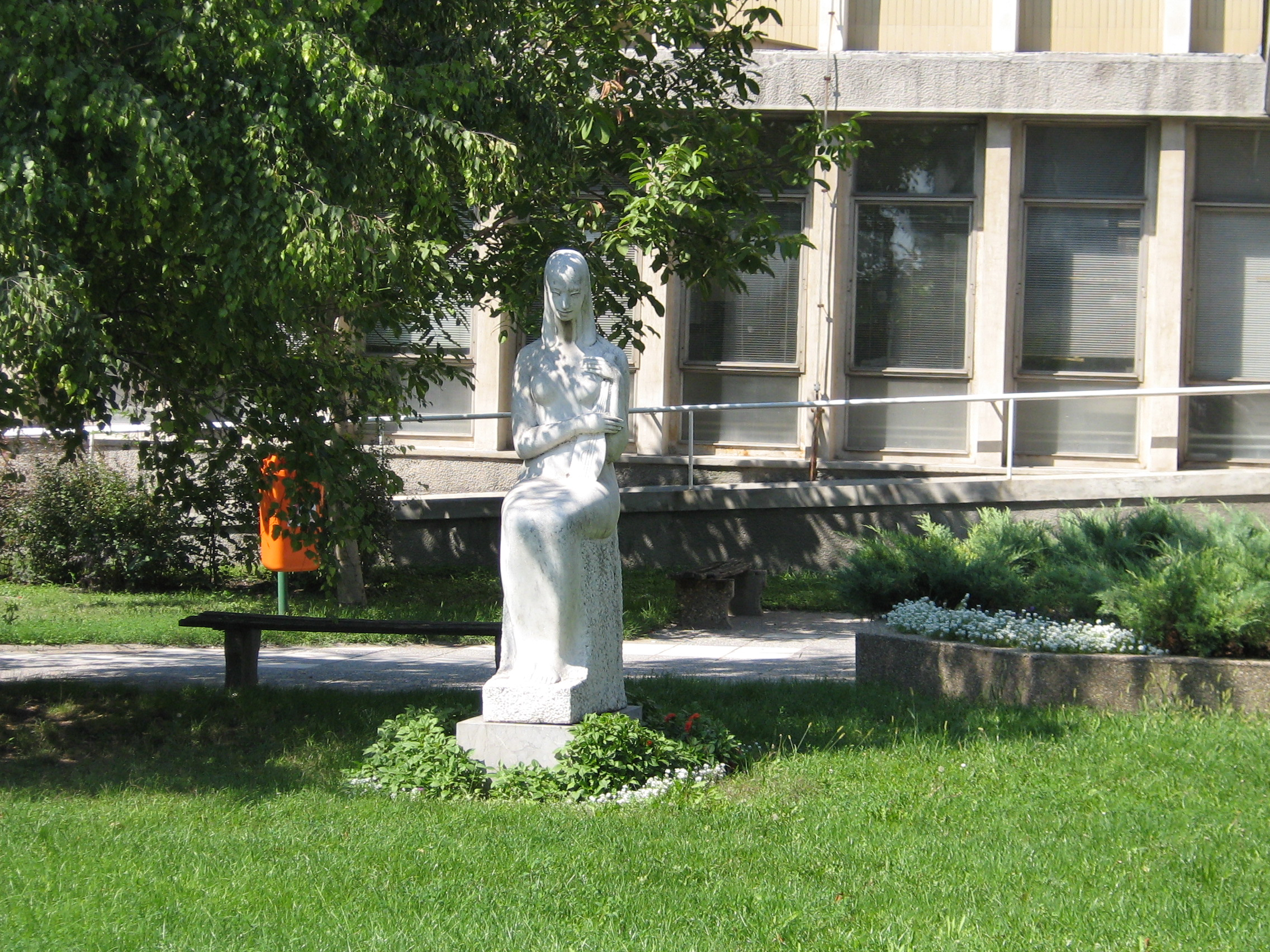
Jeune fille au luth, à Pančevo

- Petar Petrović Njegoš, à Rio de Janeiro
- La Colombe, à Bihać
- La Femme à l'oiseau, à Bihać
- une statue en pierre, au musée de Smederevo
- une terre cuite à Bečej
- Jeune fille au luth, pierre, à Pančevo
- Maternité, marbre, 1966, à Aranđelovac, parc de Bukovička banja
- Maternité, pierre, à Belgrade, 124 rue Mire Popare
- le monument à Nadežda Petrović, marbre, 1989, à Belgrade, dans le Pionirski park
- La Rivière (torse de femme), pierre, 1971, à Belgrade, dans le parc de Tašmajdan
- Acte allongé, à Belgrade, dans le parc de Tašmajdan

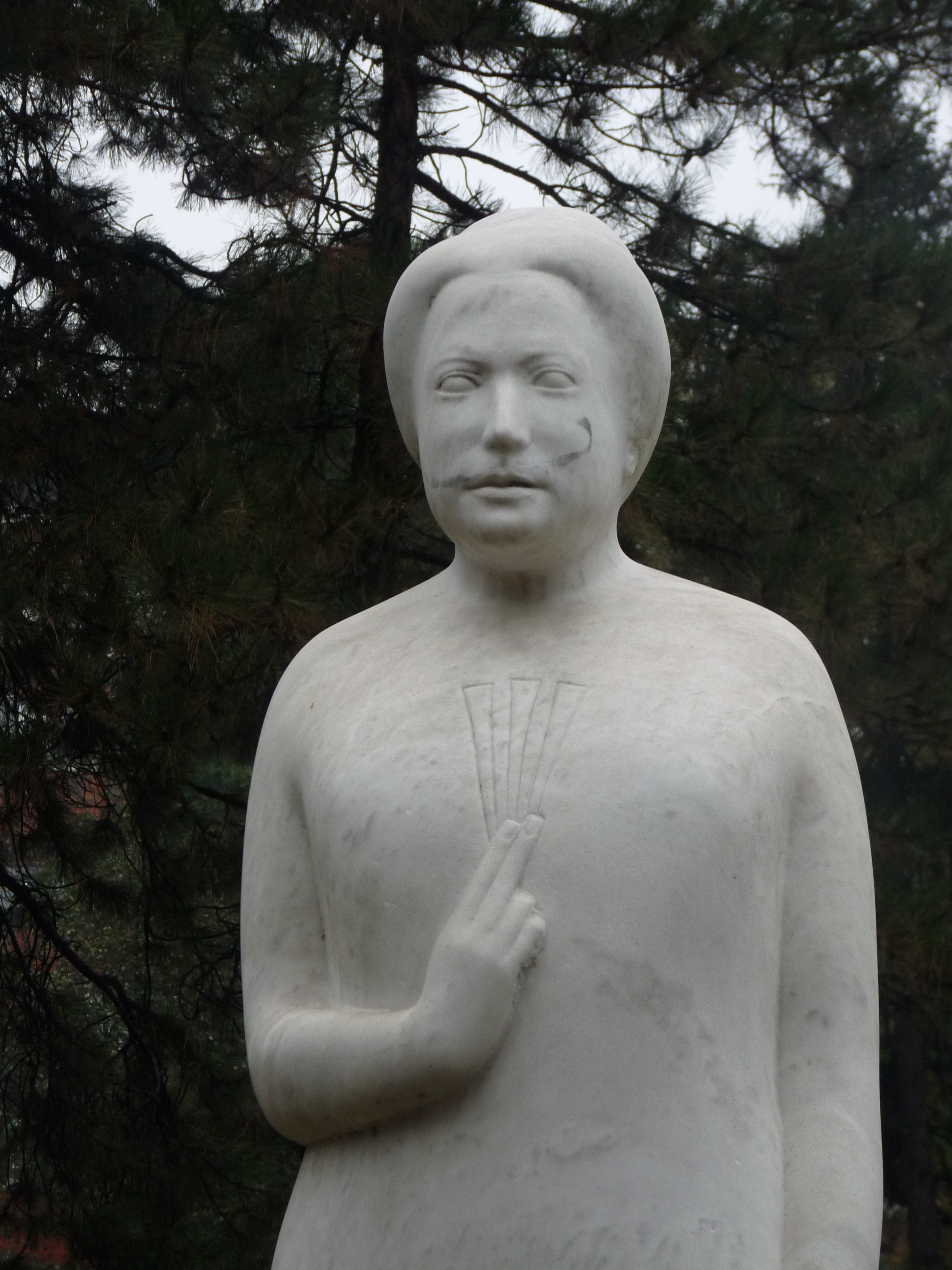
Le monument à Nadežda Petrović dans le Pionirski park

## Récompenses
Entre autres récompenses, Angelina Gatalica a reçu le prix du Salon d'octobre de Belgrade en 1980.